# Market Overton
Market Overton är en ort och civil parish i Storbritannien.   Den ligger i grevskapet och kommunen Rutland och riksdelen England, i den sydöstra delen av landet, 140 km norr om huvudstaden London. Market Overton ligger 145 meter över havet och antalet invånare är 494.
Terrängen runt Market Overton är huvudsakligen platt. Market Overton ligger uppe på en höjd. Runt Market Overton är det ganska tätbefolkat, med 90 invånare per kvadratkilometer. Närmaste större samhälle är Grantham, 19,5 km norr om Market Overton. Trakten runt Market Overton består till största delen av jordbruksmark.